# 香港年度代表馬
香港年度代表馬（ホンコンねんどだいひょうば、英：Hong Kong Horse of the Year・原語表記：香港馬王）とは、香港競馬における年度代表馬表彰である。
1978年に香港評馬同業協進會の主催で始まり、1999年以降は香港ジョッキークラブの主催で行われている。歴代受賞馬には、日本に遠征しスプリンターズステークスを優勝したサイレントウィットネス、安田記念を優勝したブリッシュラック、フェアリーキングプローンやロマンチックウォリアーがいる。

## 歴代年度代表馬
| シーズン    | 受賞馬                                    | 性齢 | 年度成績（主な勝ち鞍）                                                                                     |
| ----------- | ----------------------------------------- | ---- | --- |
| 1998/1999年 | インディジェナス （原居民）               | 騸5  | 9戦4勝 香港ヴァーズ、香港ゴールドC                                                                         |
| 1999/2000年 | フェアリーキングプローン （靚蝦王）       | 騸4  | 7戦2勝 香港スプリント、安田記念                                                                            |
| 2000/2001年 | フェアリーキングプローン （靚蝦王）       | 騸5  | 9戦4勝 ハッピーヴァレーT、香港スチュワーズC、ボーヒニアST、チェアマンズSP                                  |
| 2001/2002年 | エレクトロニックユニコーン （電子麒麟）   | 騸3  | 5戦3勝 香港スチュワーズC                                                                                   |
| 2002/2003年 | グランドデライト （喜勁寶）               | 騸5  | 11戦6勝 香港短距離三冠（ボーヒニアST、センテナリーSC、チェアマンズSP）                                     |
| 2003/2004年 | サイレントウィットネス （精英大師）       | 騸4  | 6戦6勝 香港スプリント、香港短距離三冠（ボーヒニアST、センテナリーSC、チェアマンズSP）                      |
| 2004/2005年 | サイレントウィットネス （精英大師）       | 騸5  | 8戦6勝 香港スプリント、香港短距離三冠（ボーヒニアST、センテナリーSC、チェアマンズSP）、クイーンズSJC       |
| 2005/2006年 | ブリッシュラック （牛精福星）             | 騸7  | 9戦2勝 チャンピオンズマイル、安田記念                                                                      |
| 2006/2007年 | ヴェンジャンスオブレイン （爪皇凌雨）     | 騸6  | 8戦2勝 香港ゴールドC、ドバイSC                                                                             |
| 2007/2008年 | グッドババ （好爸爸）                     | 騸6  | 7戦5勝 香港マイル、香港スチュワーズC、クイーンズSJC、チャンピオンズマイル                                  |
| 2008/2009年 | ヴィヴァパタカ （爆冷）                   | 騸7  | 8戦4勝 香港ゴールドC、香港チャンピオンズ&CC                                                                |
| 2009/2010年 | セイクリッドキングダム （蓮華生輝）       | 騸6  | 4戦3勝 香港スプリント、センテナリーSC、チェアマンズSP                                                      |
| 2010/2011年 | アンビシャスドラゴン （雄心威龍）         | 騸4  | 8戦7勝 香港ダービー、QEII世C                                                                               |
| 2011/2012年 | アンビシャスドラゴン （雄心威龍）         | 騸5  | 8戦3勝 香港スチュワーズC、香港ゴールドC                                                                    |
| 2012/2013年 | ミリタリーアタック （軍事出擊）           | 騸5  | 10戦5勝 香港ゴールドC、QEII世C、シンガポール航空IC                                                         |
| 2013/2014年 | デザインズオンローム （威爾頓）           | 騸4  | 7戦4勝 香港ダービー、QEII世C                                                                               |
| 2014/2015年 | エイブルフレンド （步步友）               | 騸5  | 8戦6勝 香港マイル、香港スチュワーズC、クイーンズSJC、チャンピオンズマイル                                  |
| 2015/2016年 | ワーザー （明月千里）                     | 騸4  | 6戦3勝 香港ダービー、QEII世C                                                                               |
| 2016/2017年 | ラッパードラゴン （佳龍駒）               | 騸4  | 6戦4勝 香港4歳クラシックシリーズ三冠（香港クラシックマイル、香港クラシックC、香港ダービー）、チェアマンズT |
| 2017/2018年 | ビューティージェネレーション （美麗傳承） | 騸5  | 9戦5勝 香港マイル、クイーンズSJC、チャンピオンズマイル                                                     |
| 2018/2019年 | ビューティージェネレーション （美麗傳承） | 騸6  | 8戦8勝 香港マイル、香港スチュワーズC、クイーンズSJC、チャンピオンズマイル                                  |
| 2019/2020年 | エグザルタント （時時精綵）               | 騸6  | 7戦4勝 QEII世C、香港チャンピオンズ&CC                                                                      |
| 2020/2021年 | ゴールデンシックスティ （金鎗六十）       | 騸5  | 7戦7勝 香港マイル、香港スチュワーズC、香港ゴールドC、チャンピオンズマイル                                  |
| 2021/2022年 | ゴールデンシックスティ （金鎗六十）       | 騸6  | 6戦4勝 香港マイル、チャンピオンズマイル                                                                    |
| 2022/2023年 | ゴールデンシックスティ （金鎗六十）       | 騸7  | 5戦4勝 香港スチュワーズC、香港ゴールドC、チャンピオンズマイル                                              |
| 2023/2024年 | ロマンチックウォリアー （浪漫勇士）       | 騸6  | 6戦5勝 コックスプレート、香港カップ、香港ゴールドC、QEII世C、安田記念                                      |
| 2024/2025年 | カーインライジング （嘉應高昇）           | 騸4  | 8戦8勝 香港スプリント、香港短距離三冠（センテナリーSC、クイーンズSJC、チェアマンズSP）                     |

## その他の表彰部門
競走馬部門
- 香港最優秀スプリンター（Hong Kong Champion Sprinter）
- 香港最優秀マイラー（Hong Kong Champion Miler）
- 香港最優秀中距離馬（Hong Kong Champion Middle-distance Horse）
- 香港最優秀ステイヤー（Hong Kong Champion Stayer）
- 香港最優秀4歳馬（Hong Kong Champion Four-Year-Old）
- 香港最優秀グリフィン（Hong Kong Champion Griffin）
- 香港最高人気馬（Hong Kong Most Popular Horse of the Year）
- 香港最高成長馬（Hong Kong Most Improved Horse）
- 最優秀外国調教馬（The Most Admired Overseas Horse）

調教師・騎手部門
- 香港最優秀調教師（Hong Kong Champion Trainer）
- 香港最優秀騎手（Hong Kong Champion Jockey）
- 最高人気騎手（The Most Popular Jockey of the Year）
- トニー・クルーズ賞（Tony Cruz Award）
- 特別功労賞（Lifetime Achievement Award）